# Ruderatshofen
Ruderatshofen è un comune tedesco di 1 714 abitanti, situato nel land della Baviera.